# Gare de Greverud
La gare de Greverud est une gare ferroviaire norvégienne de la ligne d'Østfold, située sur le territoire de la commune d'Oppegård dans le comté d'Akershus.

## Situation ferroviaire
La gare de Greverud est située sur la ligne d'Østfold, entre les gares de Myrvoll et d'Oppegård.

## Service des voyageurs

### Accueil
C'est une halte sans personnel mais disposant d'une billetterie et d'un abri pour les voyageurs, sur chacun des deux quais.

### Desserte
Greverud est desservie par des trains locaux en direction de Skøyen et de Ski.